# ألان همفريز
ألان همفريز (بالإنجليزية: Alan Humphreys)‏ (18 أكتوبر 1939 في المملكة المتحدة - ) هو لاعب كرة قدم بريطاني في مركز حراسة المرمى. لعب مع إبسفليت يونايتد وشروزبري تاون وليدز يونايتد ونادي تشيسترفيلد ونادي مانسفيلد تاون.